# Benoît Cheyrou
Benoît Cheyrou (Suresnes, 3 mei 1981) is een Franse voormalig voetballer (middenvelder) die onder meer voor Olympique Marseille uitkwam. Daarvoor speelde hij voor OSC Lille en AJ Auxerre. 
In het verleden kwam hij ook uit voor de Franse nationale U19-, U20- en U21-ploeg. Hij kon zich echter niet opwerken tot het eerste team.
Benoît Cheyrou was actief tot december 2017. Hij beëindigde zijn carrière bij Toronto FC. Zijn oudere broer, Bruno was tot en met februari 2012 ook actief als profvoetballer.